# Cowboys from Hell
Cowboys from Hell er Panteras femte studiealbum, udsendt 24 Juli, 1990. Cowboys from Hell havde en hårdere stil end bandets tidligere albums, der var af genren glam metal, hvorimod Cowboys from Hell var orienteret mod thrash metal og groove metal. Cowboys from Hell markerer Panteras kommercielle gennembrud og regnes for en af bandets bedste albummer.

## Numre
- Alle af Pantera.

1. "Cowboys from Hell" – 4:06
2. "Primal Concrete Sledge" – 2:13
3. "Psycho Holiday" – 5:19
4. "Heresy" – 4:45
5. "Cemetery Gates" – 7:03
6. "Domination" – 5:02
7. "Shattered" – 3:21
8. "Clash with Reality" – 5:15
9. "Medicine Man" – 5:15
10. "Message in Blood" – 5:09
11. "The Sleep" – 5:47
12. "The Art of Shredding" – 4:16

## Line up
- Terry Date – Producer
- Phil Anselmo – Vokal
- Diamond Darrell – Guitar
- Rex Brown – El-bas
- Vinnie Paul – Trommer